# Памятник А. П. Ермолову (Орёл)
Памятник А. П. Ермолову — памятник русскому военачальнику генералу от инфантерии и артиллерии, участнику многих войн Российской империи.

## Описание
Алексей Петрович Ермолов родился в 1777 году в Москве. Родом из небогатых дворян Орловской губернии. Образование получил в Московском университетском пансионе. С отличием окончил Второй кадетский корпус. С 1792 года на военной службе. С 1794 года служил под начальством Александра Суворова. Участвовал во многих крупных войнах, которые вела Российская империя, в том числе в: Отечественной войне 1812 года, Кавказской войне, Русско-персидской войне. Похоронен Ермолов в Орле, в правом приделе Свято-Троицкой кладбищенской церкви.
В 1991 году орловские краеведы изъявили желание перевезти памятник А. П. Ермолову из Грозного, но не успели, он был разрушен дудаевцами. Орловскими казаками и краеведами неоднократно поднимался вопрос об установке конного памятника генералу. Был проведён конкурс на лучший проект. Были собраны средства и памятник заказали московскому скульптору Равилю Юсупову. За основу скульптор взял образ Медного всадника в Санкт-Петербурге.
В сквере, носящем имя Ермолова, в 2002 году был заложен камень с памятной надписью, что на этом месте будет открыт памятник Ермолову. После демонтажа памятного камня и устройства постамента, 27 июля 2012 года был открыт памятник. Он был освящён архиепископом Орловским и Ливенским Антонием и иеромонахом Илием (Ноздриным). Памятник возведён в рамках подготовки к празднованию 200-летия победы в Отечественной войне 1812 года. Высота монумента составляет почти пять с половиной метров, постамента — четыре метра. Общая сумма средств, затраченных на изготовление, транспортировку, установку памятника и благоустройство прилегающей территории составила 19 млн рублей.